# International Institute for Children’s Literature, Osaka

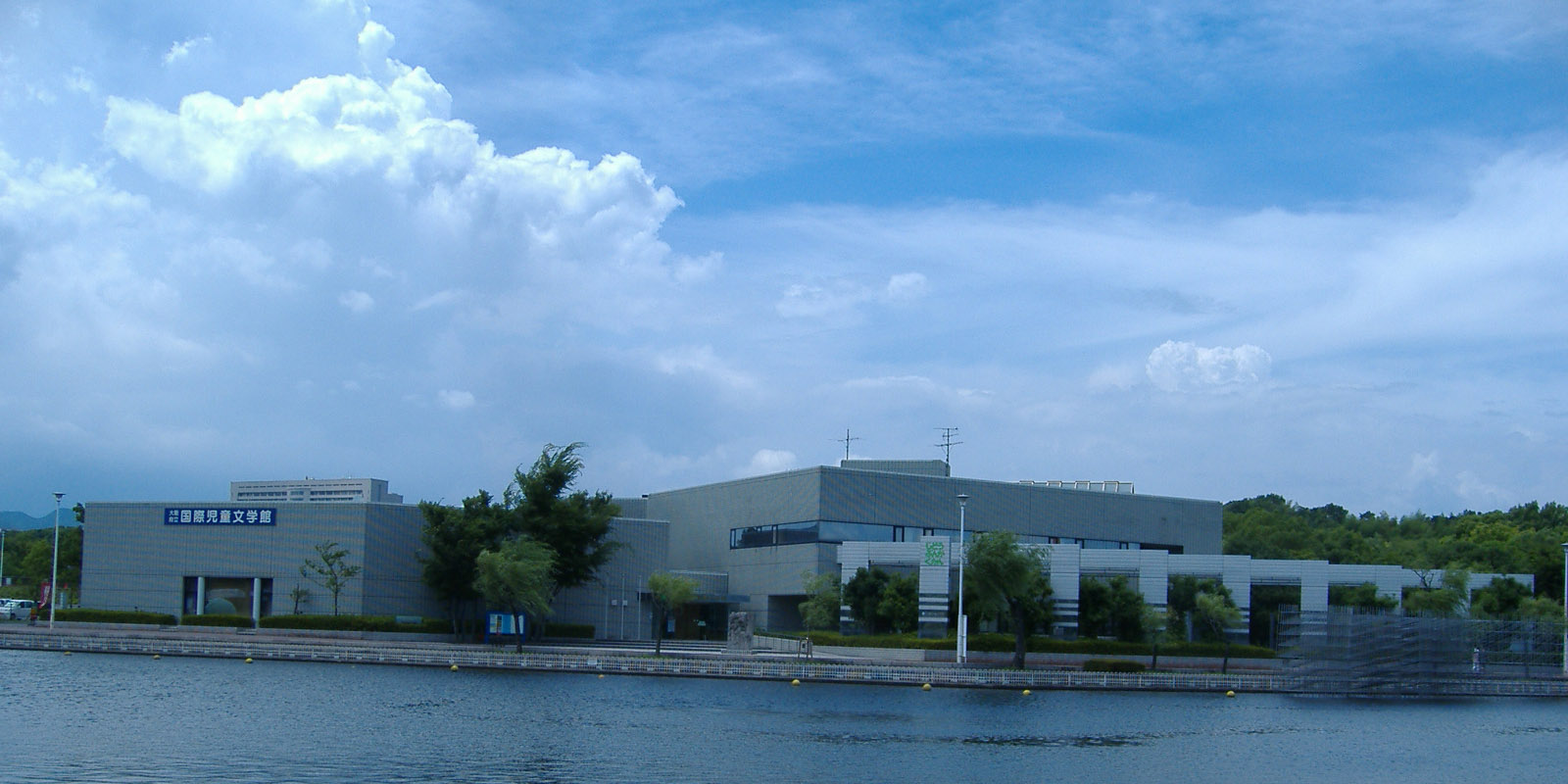
Internationales Institut für Kinderliteratur Osaka

Das International Institute for Childrens Literature, Osaka Prefecture (jap. 大阪府立国際児童文学館, Ōsaka furitsu kokusai jidō bungakukan, „Internationales Institut für Kinderliteratur der Präfektur Osaka“, Abkürzung: IICLO) war eine Fachbibliothek und Forschungsstätte, die sich vom 5. Mai 1984 bis zum 27. Dezember 2009 im „Gedenkpark zur Weltausstellung von 1970“ (万博記念公園, Banpaku kinen kōen) in Suita im nördlichen Teil der Präfektur Osaka befand. Das Institut sammelte Kinderbücher aus dem In- und Ausland und themenverwandte Materialien. 2007 arbeiteten 30 Festangestellte und befristet Angestellte im IICLO. Die Jahresbudget belief sich auf 210 Mio. Yen. Die Gesamtfläche des Instituts betrug 3100 m².

## Anfänge
1979 begann man, anlässlich des Internationalen Jahrs des Kindes die Einrichtung eines Forschungsinstituts zu planen. Anfänglich lieferten sich die Präfekturen Shiga und Osaka ein Kopf-an-Kopf-Rennen um das Institut, bis eine Schenkung von 12.000 Monografien und Kinderbüchern des renommierten Forschers Shin Torigoe den Ausschlag für die Präfektur Osaka gab, die von 1980 an Vorbereitungen zur Gründung einer rechtsfähigen Stiftung traf und das Institut in den kommenden vier Jahren einrichtete. Symbolträchtig wurde das Institut am 5. Mai 1984, am japanischen „Kindertag“ (Kodomo no Hi), in Suita eröffnet. Das Gebäude des Institutes wurde von der Präfektur erbaut und unterhalten; 1998 wurde es in die „Auswahl der 100 öffentlichen Gebäude“ (公共建築百選, Kōkyō kenchiku hyakusen) aufgenommen. Das symbolische Zeichen des Instituts, ein Flöte spielender griechischer Pan, wurde vom Kinderbuchautor und Illustrator Anno Mitsumasa gestaltet. Von 1986 bis 1990 leitete der Schriftsteller Shiba Ryōtarō die Stiftung. Seit 1987 vergibt das Institut den „internationalen Grimm-Preis“ (国際グリム賞, Kokusai gurimu-shō) für außergewöhnliche Forschungsleistungen auf dem Gebiet der Kinder- und Jugendliteratur.

## Einrichtung
Mit ca. 700.000 Einzelstücken, Büchern und Dokumenten war sie die größte öffentliche Einrichtung ihrer Art in Japan und sie übertraf die im Jahr 2000 in Ueno, Tokio, eröffnete „Internationale Bibliothek für Kinderliteratur“ (国際子ども図書館, International Library of Children’s Literature), die 400.000 Bücher und Dokumente beherbergt. Als Forschungseinrichtung stellt das Institut ausgedehnte Untersuchungen über kindgerechten Lesestoff, wie Kinderbücher und darüber hinaus auch über Manga an. Das Institut ist weltweit aufgrund seiner umfangreichen Sammlung von Manga-Ausgaben und -Zeitschriften, besonders in den Kategorien Shōnen und Shōjo sowohl unter Forschern wie auch Liebhabern weithin bekannt. Es wurde 2008 mit dem Osamu-Tezuka-Kulturpreis (in der Kategorie: Sonderpreis) ausgezeichnet. Im Erdgeschoss befinden sich Räumlichkeiten für die jüngsten Benutzer (bis zum Grundschulalter), mit Kamishibai und ca. 30.000 Büchern, die kostenfrei genutzt und ausgeliehen werden können. Im Obergeschoss befindet sich ein Leseraum, der sich an Benutzer ab der Mittelschule richtet und der über eine Auskunft für die Internetrecherche und eine Möglichkeit zum Kopieren von Materialien verfügt. Private und freiwillige Mitwirkung sind im Unterschied zum Pflichtexemplarrecht der Nationalen Parlamentsbibliothek der Grund für die japanweit größten Materialschenkungen. Gesammelt werden unter anderem Materialien der Kinder- und Jugendliteratur, wie Light Novel, Bilderbücher, Kamishibai, Manga-Tankōbon, Manga-Magazine, Dōjinshi, Monografien.

## Umstrukturierung
Im Februar 2008 beschloss Tōru Hashimoto, Gouverneur der Präfektur Osaka, im Zuge der Umstrukturierung der öffentlichen Finanzen, das Institut in die „Zentralbibliothek der Präfektur Osaka“ (大阪府立中央図書館, Ōsaka furitsu chūō toshokan) zu verlegen. Die ungünstige Lage des Instituts sei der Grund für die geringe Bekanntheit und für niedrige Besucherzahlen, weswegen auch aus marketingtechnischen Gesichtspunkten heraus die Zentralbibliothek zu bevorzugen sei. Die Pläne Hashimotos stießen auf großen Widerstand. Die Leitung des Instituts, Schriftsteller, Forscher, die japanische Manga Gesellschaft (日本マンガ学会, engl. Japan Society for Studies in Cartoon and Comics) und viele Ortsvereine in Suita sprachen sich gegen eine Schließung und Zusammenlegung mit der Zentralbibliothek aus. In der Folge forderten viele Spender die gespendeten Materialien und Unterlagen zurück. Nachdem die Schließung und Verlegung des Instituts am 16. März 2009 beschlossen worden war, reichte Shin Torigoe, durch dessen Schenkung der Grundstein für das Institut gelegt worden war, gemeinsam mit 29 anderen eine Sammelklage vor dem Landgericht Osaka ein, um 1200 gespendete Einzelstücke zurückzufordern. Die Klage wurde am 26. August 2011 abgewiesen.
Das Institut wurde am 27. Dezember 2009 geschlossen, die Bücher und Unterlagen wurden von Ende März des Folgejahres an in die Zentralbibliothek überführt und im Mai 2010 wurden die Materialien in der Zentralbibliothek – Internationales Institut für Kinderliteratur der Präfektur Osaka der Öffentlichkeit erneut zugänglich gemacht.